# Пазлвуд
Па́злвуд (англ. Puzzlewood; рус. Загадочный лес) — лесопарк и туристический аттракцион в Глостершире (Великобритания), часть Леса Дина. По классификации, принятой в Великобритании, относится к так называемым «древним лесам», то есть таким лесам, которые существуют по крайней мере с 1600 года. Является памятником романтической ландшафтной архитектуры XIX века, созданным на местах многовековых вырубок, утративших свое экономическое значение после окончания эпохи добычи древесного угля и исчерпания кустарной добычи железной руды местными обитателями.

## Описание
Пазлвуд занимает площадь в 5,67 га. Местность представляет собой заброшенные много веков назад разработки железной руды, проводившиеся открытым способом и с тех пор заросшие лесом и мхами. На месте карьеров образовались уникальные складки местности, называемые скаулы, не встречающиеся больше нигде в мире.
По Пазлвуду проложены специально путаные тропы общей длиной около 1,6 км, в большом количестве присутствуют каменные глыбы необычной формы, небольшие незаметные пещеры.
Лес со всех сторон окружён фермами.
Ближайший город — Коулфорд — находится примерно в километре к северу.

## История
Во времена Римской империи на месте Пазлвуда начали добычу железной руды. После того как карьеры были заброшены, природа восстановила лесной покров, образовав, по мнению журнала Maxim, «сказочный» пейзаж.
В начале XIX века владелец этих угодий проложил извивающуюся тропу между деревьев и оврагов Пазлвуда, организовав развлечение для своих друзей и детей. Спустя примерно век в Пазлвуд можно было зайти, оставив любую сумму в «коробке честности» на пожертвование местной церкви. С тех пор пейзаж леса почти не изменился, за исключением нескольких дополнительных троп и мостиков. В настоящее время — популярный туристический аттракцион, предоставляются прогулки на пони, обустроена детская площадка, появились скамейки, кафе и сувенирный магазин.

## В литературе и кино
- Считается, что пейзаж Пазлвуда вдохновил писателя Дж. Р. Р. Толкина, часто прогуливавшегося здесь, на создание Старого леса, Лихолесья, Фангорна и Лориэна, фигурирующих во «Властелине колец»[2].
- В Лесу Дина (частью которого является Пазлвуд) часто прогуливалась писательница Джоан Роулинг; возможно, его пейзажи вдохновили писательницу на создание Запретного Леса, фигурирующего в серии романов о Гарри Поттере[3].
- В 2008—2009 годах в Пазлвуде прошли съёмки 11-го эпизода первого сезона и 3-го эпизода второго сезона сериала «Мерлин»[4].
- В 2010 году в Пазлвуде прошли съёмки эпизода «Плоть и камень» сериала «Доктор Кто»[5].